# Сайнжаргалын Ням-Очир
Сайнжаргалын Ням-Очир (монг. Сайнжаргалын Ням-Очир, род. 20 июля 1986) — монгольский дзюдоист, призёр Олимпийских игр. Ням-Очир родился в 1986 году в аймаке Увс. В 2009 году он стал бронзовым призёром Чемпионата Азии. На Олимпийских играх 2012 года Ням-Очир завоевал бронзовую медаль.

## Семья
Дядя Галдангийн Жамсран — самбист, чемпион и призёр чемпионатов мира, победитель и призёр розыгрышей Кубка мира, серебряный призёр соревнований «Дружба-84» по самбо, Заслуженный спортсмен Монголии (1984). Двоюродный брат Дамдинсурэнгийн Нямху — дзюдоист, чемпион и призёр чемпионатов Азии, участник двух Олимпиад.